# Grimersum
Grimersum is een dorp in de Duitse deelstaat Nedersaksen. Het valt bestuurlijk onder de gemeente Krummhörn, gelegen in de Landkreis Aurich in Oost-Friesland.
De plaats ligt circa 15 kilometer noordwestelijk van de stad Emden en telt 577 inwoners (2012).

## Geschiedenis
Het dorp behoort, net als het nabijgelegen Groothusen, tot de langgerekte terpdorpen die in de vroege 8e eeuw aan zeearmen en bochten zijn aangelegd als handelsplaatsen voor de uitdijende overzeese handel van de Friese boerenkooplieden. Het dorp wordt gedomineerd door een fraaie oude kerk, die tussen 1270 en 1280 werd gebouwd.
Tussen Wirdum en Grimersum bevinden zich in de kwelder twee slechts 75 meter van elkaar gelegen terpen met een ovale vorm en een hoogte van 3,4 tot 4,7 meter. Vanaf de weg zijn ze goed te herkennen. Dit zijn de restanten van een middeleeuwse burcht die in 1379 werd verwoest. De burcht was het stamslot van de adellijke hoofdelingenfamilie Beninga, waartoe de geschiedschrijver Eggerik Beninga behoorde. Uit opgravingen blijkt dat het gebouw ongeveer 44 meter lang was en 11 meter breed.
Een tweede burcht is aanwijsbaar aan het oosteinde van de terp. Deze is laatmiddeleeuws en is gebouwd nadat het stamslot van de Beninga's was verwoest.

## Geboren
- Eggerik Beninga (1490-1562), geschiedschrijver

Campen · Canum · Eilsum · Freepsum · Greetsiel · Grimersum · Groothusen · Hamswehrum · Jennelt · Loquard · Manslagt · Pewsum · Pilsum · Rysum · Upleward · Uttum · Visquard · Woltzeten · Woquard

Nedersaksen: Steden en gemeenten      Duitsland: Deelstaten · Gemeenten